# أساو-كو
أساو-كو (باليابانية: 麻生区) هو حي في اليابان، يقع في كاواساكي، كاناغاوا، بلغ عدد سكانه 177,815 نسمة وذلك حسب إحصائيات سنة 2018، تبلغ مساحته 23.25 كيلومتر مربع.

## التقسيمات الإدارية
- Ōsenji  [لغات أخرى]‏
- Katahira  [لغات أخرى]‏
- Kurokawa  [لغات أخرى]‏
- Gorikida  [لغات أخرى]‏
- Hayano  [لغات أخرى]‏
- Okagami  [لغات أخرى]‏
- Yurigaoka [الإنجليزية]‏.